# Ай-Серез (река)
Ай-Сере́з (также Арышлар; укр. Ай-Серез, крымскотат. Ay Serez, Ай Серез) — река на юго-восточном берегу Крыма, левый приток реки Ворон.

## Описание
Длина реки 9,4 км, площадь водосбора 20,6 км², среднемноголетний сток, на гидропосте Междуречье, составляет 0,015 м³/сек, в устье — 0,04 м³/сек. Уклон реки — 29,8 м/км. Протекает в долине юго-восточного побережья Крыма через село Междуречье (до 1944 года Ай-Серез) в 16 км от Судака. Предположительно река получила название по селу, через которое протекает. С греческого название Ай-Серез переводится как Святой Сергий (греч. Ἄγιος Σέργιος — Айос Сергиос).
В работе «Обзор речных долин горной части Крыма» 1915 года Николай Рухлов отмечалось, верховья реки находятся на водоразделе между бассейнами северного и южного склона гор, на склонах гор Юван-Кая и Маски, в отложениях сланца и там река носит название Арышлар (на некоторых современных картах Арышлар-Дереси). В верховьях действовал только один родник «Камбал», дававший только 400 вёдер в сутки на высоте 699 м над уровнем моря. Постоянный поверхностный сток наблюдается только в верхнем участке реки, до устья водный поток доходит только после продолжительных дождей и в период таяния снегов. Согласно справочнику «Поверхностные водные объекты Крыма» у реки 1 безымянный приток длиной менее 5 километров, но в том же справочнике упоминается приток балка Скалистая со среднемноголетним стоком в Междуречье 0,001 м³/сек, Рухлов сообщал о Малаперзинских балках, впадающих в верховье и поставлявших большое количество дождевых вод. Им же описано несколько важных родников в верхней части реки, уже в то время долина ниже села была покрыта виноградниками. Водоохранная зона реки установлена в 50 м.

### Селевая активность
Сели в долине проходят периодически с разной интенсивностью. В годы наблюдений крупные сели отмечены в 1911, 1956, 1962, 1997 годах.
18 июля 1911 года ливень причинил огромные бедствия в деревне Ай-Серез Феодосийского уезда. Погибло 6 детей, 10 домов и 30 сараев были полностью разрушены, еще 30 домов повреждены так, что в них нельзя было жить. Вода унесла 10000 пудов сена и около 1000 возов строевого леса. Сильно пострадали в Воронской долине все сады и виноградники, часть из них была совершенно смыта или занесена выносными конусами из камней и грунта.
В 1956 году в верхней части бассейнов рек Ай-Серез и Ворон 32 га виноградников были повреждены потоком, из которых 10 га были полностью занесены обломками глинистых сланцев и песчаников. В долине реки Ай-Серез мощность селевых выносов достигла 1,5 м.
В 1962 году из-за заносов было прекращено автобусное движение в долинах рек Ай-Серез и Ворон. Образовался конус выноса в Школьной балке на притоке реки Ай-Серез.